# Nahr as Sinn
Nahr as Sinn (arabiska: نهر السنة, نهر السن) är ett vattendrag i Syrien.   Det ligger i provinsen Latakia, i den västra delen av landet, 200 km norr om huvudstaden Damaskus.